# ガール!ガール!ガール!
『ガール!ガール!ガール!』は、クレイジーケンバンド11枚目のアルバム。2009年8月12日に発売された、メジャー第1弾アルバム。通常盤と初回限定盤2形態で発売。
初回限定盤は「OFFICIAL BOOTLEG LIVE DVD （at PACIFICO YOKOHAMA）」収録DVD付。

## 収録曲
作詞・作曲：横山剣（特記以外）　編曲：横山剣/小野瀬雅生
CD
1. VIVA女性[3]
2. ガールフレンド[4]
3. うっかり八時の半太郎
4. 昼顔[5]
5. 夕食
6. お引っ越し
7. 熱波　（作詞・作曲：横山剣/菅原愛子）
8. eye catch/泣いていた女の子
9. SOUL通信　（作詞・作曲：横山剣/菅原愛子）
10. 僕らの未来は遠い過去
11. マリンタワー・ゴーゴー[6]
12. ギラギラ
13. 小東京
14. DUET　（作詞・作曲：横山剣/菅原愛子）
15. eye catch/公園の仔猫ちゃん[7]
16. かわいい訪問者　（作詞・作曲：横山剣/菅原愛子）
17. 本牧宇宙人
18. Gimme a Goldfish
19. 山の音 - そうだ、京都に行こう。REMIX - Remixed by Sunaga t Experience[8]
20. eye catch/みんな赤ちゃんだった
21. 俺の夢

DVD
1. メドレー 朝 / BRAND NEW HONDA
2. メドレー タオル / 音学力
3. 蜂
4. メドレー けむり / となりのねえちゃん / ざくろ
5. 木彫りの龍